# 12-я Сибирская стрелковая дивизия (Белое движение)
12-я Сибирская стрелковая дивизия — пехотное соединение в составе армии адмирала Колчака

## История дивизии
5 марта 1919 года приказом № 92 по Омскому военному округу сформирована из частей бывшей 2-й кадровой дивизии Средне-Сибирского военного округа 2-я кадровая Омского военного округа.
Приказом по Военному ведомству № 4 18 марта 1919 года переформирована в 12-ю Сибирскую стрелковую дивизию.
Согласно приказу по 12-й Сибирской стрелковой дивизии № 136 от 18 июня 1919 года выступила на фронт (кроме 46-го полка, оставшегося в Томске для несения гарнизонной службы) в Западную армию, где была включена в состав 3-го Уральского корпуса (с июля — Уральской группы 3-й армии). 18 июля получила артиллерию из 7-й Уральской дивизии горных стрелков. В середине июля 1919 года включена в состав Волжской группы генерал-лейтенанта В. О. Каппеля, однако в ходе Челябинской операции проявила себя крайне плохо, 47-й полк 20 июня сдался красным в полном составе (53 офицера и 1010 солдат).

Как уже сказано, правый фланг всей операции прикрывался 3-м Уральским корпусом, очень ослабленным всеми предыдущими боями; 12-я Сибирская стрелковая дивизия, прибывшая в это время из Томска и приданная Уральскому корпусу, не только не усилила, а ослабила его: некоторые части оказались распропагандированными в этом городе, одном из самых главных эсэровских гнезд, и, придя на фронт, предательски передались на сторону красных.— К. В. Сахаров. Белая Сибирь (Внутренняя война 1918—1920 гг.)
Приказом начальника штаба Верховного Главнокомандующего и военного министра генерал-лейтенанта М. К. Дитерихса № 831 от 17 августа 1919 года расформирована и обращена на укомплектование 11-й Уральской стрелковой дивизии (приказ войскам Уральской группы № 166 от 12 августа 1919 г.), 45-й Сибирский стрелковый полк был переименован в 42-й Троицкий. 46-й полк 11 декабря 1919 года в полном составе перешёл к повстанцам. Дивизия погибла в январе 1920 под Красноярском. Остатки дивизии по проходе в Забайкалье были свёрнуты во 2-й Уральский стрелковый полк.

## Состав дивизии
- 45-й Сибирский стрелковый полк
- 46-й Сибирский стрелковый полк
- 47-й Сибирский стрелковый полк
- 48-й Сибирский стрелковый полк
- 12-й Сибирский артиллерийский дивизион
- 1-я и 2-я инженерные роты
- 13-й Сибирский инженерный дивизион

## Командование дивизии

### Начальники дивизии
- 05.03.1919—31.03.1919 — полковник Иванов
- 31.03.1919—17.08.1919 — генерал-майор Сергеев, Яков Тихонович

### Начальники штаба дивизии
- 05.03.1919—24.05.1919 — и. д. Гвардии капитан Сумароков, Евгений Николаевич
- 01.06.1919—хх.08.1919 — Генерального Штаба подполковник Сычёв